# Kulturelle Landpartie

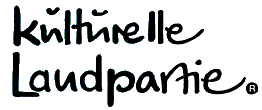
Offizielles Logo der Kulturellen Landpartie

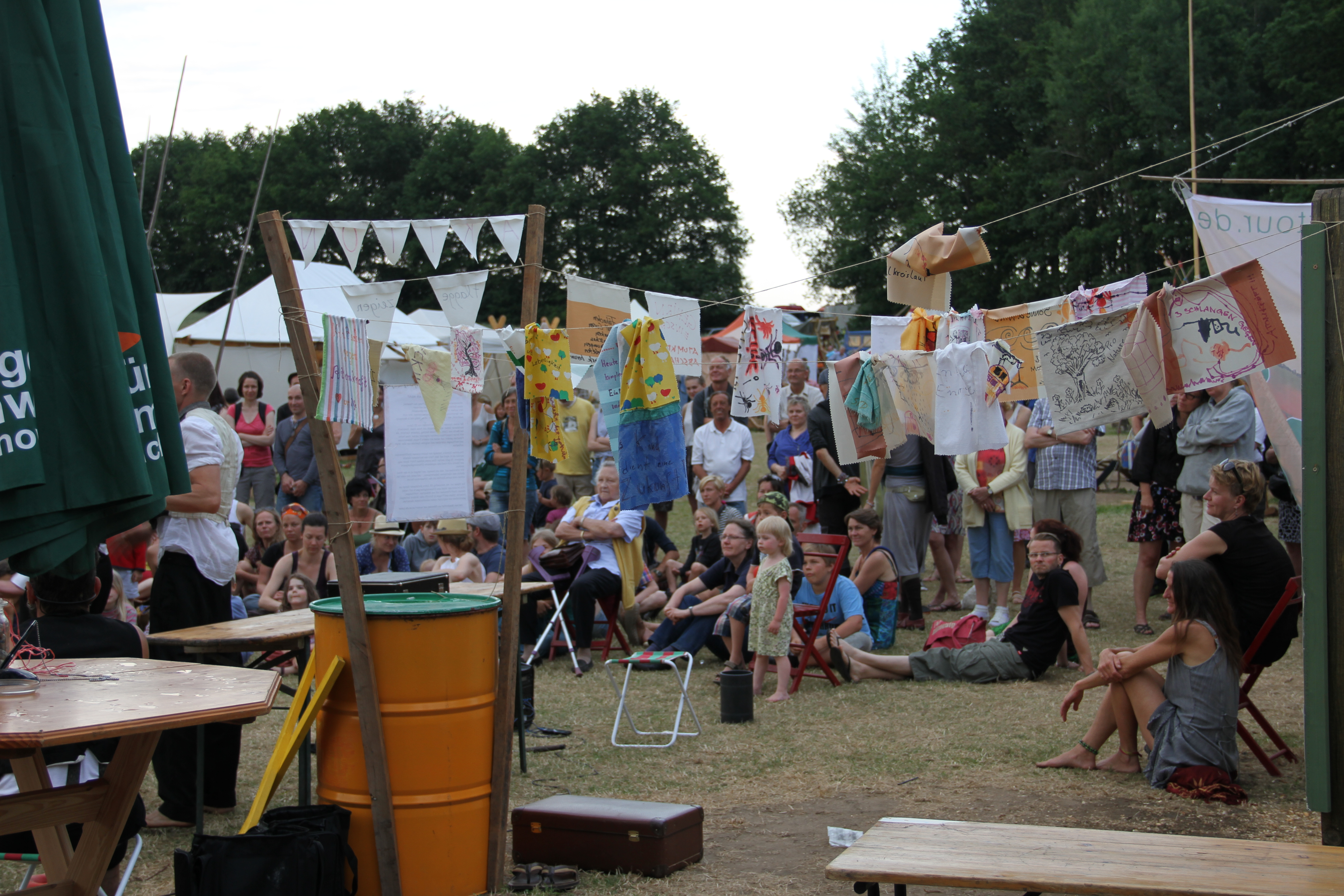
Kulturelle Landpartie 2014

Die Kulturelle Landpartie (vollständiger Name: Kulturelle Landpartie – Wunderpunkte im Wendland) ist ein zwölftägiges Kunst- und Kulturfestival im Landkreis Lüchow-Dannenberg. Es findet seit 1989 jährlich zwischen Christi Himmelfahrt und Pfingsten statt und hat seine Wurzeln im politischen Widerstand gegen die Atomanlagen bei Gorleben. Seit dem deutschen Atomausstieg von 2011 konzentrieren sich die Veranstaltungen auf Kunst und Kultur und behandeln kaum noch politische Aspekte. 2018 bezeichnete der Deutschlandfunk die KLP als „das größte selbstorganisierte Kulturfestival Deutschlands“. Organisator und Inhaber der Namensrechte ist der Verein Kulturelle Landpartie – Wunde.r.punkte im Wendland.

## Beschreibung
Bei der Kulturveranstaltung öffnen Anwohner, Gewerbetreibende und Gastronomen, ihre Scheunen, (ehemaligen) Ställe oder Höfe für Künstler und Kunsthandwerker, damit diese dort ein breites Kulturangebot präsentieren können. Das Angebot umfasst Gemälde, Plastiken, Zeichnungen, Skulpturen, Fotos, Schmuck sowie eine Vielzahl an Arbeiten aus Keramik, Glas, Holz, Textil, Filz, Leder und Metall. Die angebotenen und ausgestellten Arbeiten umfassen einfache, teils fast vergessene Handwerkstechniken bis hin zur Avantgarde-Kunst. Daneben gibt es eine Vielzahl an Essens- und Getränkeständen.
In über 90 Dörfern sind mehr als 820 Künstler an gut 120 Ausstellungs- und Veranstaltungspunkten beteiligt (Stand 2015). Die Kulturelle Landpartie bildet den größten Ausstellungszyklus dieser Art in Deutschland. Sie wird begleitet von einem umfassenden Kulturprogramm mit rund 680 Veranstaltungen aus den Musik, Theater, Kabarett, Performance, Klangkunst und Tanz sowie Lesungen, Führungen und Vorträgen. Die Veranstaltung etablierte sich weit über die Grenzen des Landkreises Lüchow-Dannenberg hinaus und zählte 2007 etwa 60.000 Besucher.
Zeitgleich finden zwei weitere Veranstaltungsreihen im Wendland statt, die früher Teil der Kulturellen Landpartie waren und ein ähnliches Programmangebot umfassen. Dies sind seit 2010 das Kleinkunstfestival Mützingenta in Mützingen und seit 2021 das Festival Landgang im Wendland und umzu.

## Geschichte
1990 fand die erste KLP unter dem Namen „Wunde.r.-punkte Wendland“ statt. Die Veranstaltung hatten einige Atomkraftgegner ins Leben gerufen, um die „wunden“, und auch die „wunderbaren“ Punkte im Wendland zu zeigen. Im ersten KLP-Reisebegleiter von 1990 hieß es zu der Veranstaltung: 
„13 Jahre Kampf gegen die Atomanlagen in Gorleben haben dem Land und seinen Bewohnern eine Vielzahl 'wunder' Punkte beigebracht. Nicht alle sind für den Außenstehenden wahrnehmbar. Behalten Sie den ernsten Hintergrund im Kopf, wenn Sie jetzt losfahren, losradeln, loswandern um, die 'wunderbaren' Punkte dieser Region zu erkunden!“
Ab 1993 wollten die Veranstalter die Kunstaspekte in den Vordergrund stellen und setzten die Veranstaltung 1994 nach einer Umbenennung von „Wunde.r.punkten Wendland“ zu „Wunderpunkte“ mit einem neuen Team fort. 1995 fand sie erstmals unter der Bezeichnung „Kulturelle Landpartie im Wendland“ statt.

## Veranstalter
Organisator der Kulturellen Landpartie ist der Verein Kulturelle Landpartie® Wunde.r.punkte im Wendland e.V. Der Name Kulturelle Landpartie ist als Wortmarke für die Waren Schreibwaren; alkoholische Getränke (ausgenommen Bier) seit 1999 beim Deutschen Patent- und Markenamt München vom Betreiberverein eingetragen.